# Ferdinand van den Eynde (1er marquis de Castelnuovo)
Ferdinand van den Eynde, né au milieu du XVIIe siècle à Naples, où il meurt en 1674, est un noble italien et magnat d'origine flamande, il est le 1er marquis de Castelnuovo. Il est le fils de Jan van den Eynde et le père d'Elisabeth van den Eynde, Princesse de Belvédère et baronne de Gallicchio et Missanello,,, et de Giovanna van den Eynde, princesse de Sonnino et Galatro,,. Il ne devrait pas être confondu avec son homonyme et oncle Ferdinand van den Eynde,.

## Famille
Van den Eynde est probablement né à Naples au milieu du XVIIe siècle. Il est le fils de Jan van den Eynde, un marchand flamand extrêmement riche qui est devenu l'un des hommes les plus riches de Naples grâce au commerce et à ses banques,. Jan van den Eynde est également l'une des figures les plus importantes de Naples du XVIIe siècle, ainsi que le propriétaire de la plus grande collection d'art du napoletano. Jan est le frère de Ferdinand van den Eynde, qui est enterré en 1630 dans l'église de Santa Maria dell'Anima à Rome. François Duquesnoy est l'auteur de le tombeau de Ferdinand,,.

## Biographie
La famille Van den Eynde est liée à des artistes néerlandais notables tels que Brueghel, Jode, Lucas et Cornelis de Wael,. Lucas et Cornelis de Wael sont les neveux de son oncle Ferdinand,. En 1653, son père Jan acquiert le palais Zevallos,,,,, ainsi qu'un titre de noblesse italienne pour son fils Ferdinand,.
Le marquis Ferdinand restructure le palais Zevallos et, entre 1671 et 1674, construit la monumentale villa Carafa du Belvédère à Vomero, qui est aujourd'hui la villa la plus historique de Vomero et l'une des villas les plus connues de Naples,.
Lorsque Gaspar Roomer, qui est l'ami et le partenaire commercial de son père,,, meurt en 1674, il lègue à Van den Eynde sa propre collection de peintures, composée de 70 ou 90 qui comprennent des peintures de Peter Paul Rubens et Luca Giordano, élargissant encore la collection de Van den Eynde. Cependant, Van den Eynde meurt de tuberculose la même année, et son énorme collection passe à ses filles, Elisabeth et Giovanna. Giordano était un ami de Van den Eynde et il dresse lui-même l'inventaire de l'héritage de Van den Eynde (à cette époque, Giordano compte dix tableaux exécutés par lui-même dans la collection de Van den Eynde). Les filles de Van den Eynde, Giovanna et Elisabeth, épousent les héritiers de deux des plus puissantes familles italiennes, les Colonna et les Carafa. Giovanna épouse Giuliano Colonna, 1er Prince de Sonnino et Galatro,,, tandis qu'Elisabeth épouse Carlo Carafa, 3e principe du Belvédère, 6e Marquis d'Anzi et seigneur de Trivigno,,.

## Mariage et descendance
Van den Eynde épouse Olimpia Piccolomini, nièce du cardinal Celio,, par qui il a la progéniture suivante :
- Giovanna van den Eynde - Colonna, princesse de Galatro et Sonnino[4],[3],[2].
- Elisabeth van den Eynde - Carafa, baronne de Gallicchio et Missanello et princesse du Belvédère[1],[3],[2].
- Catherine van den Eynde